# Bob Azzam
Wadie George Azzam, cunoscut ca Bob Azzam, (n. 24 octombrie 1925, Alexandria, Egipt – d. 24 iulie 2004, Monaco) a fost un cântăreț egiptean.